# Serie A Player of the Month
Il premio Serie A Player of the Month, noto per ragioni di sponsorizzazione come EA SPORTS FC Player of the Month, è un riconoscimento mensile dato al miglior calciatore del mese della Serie A, a partire dalla stagione 2019-2020.
Paulo Dybala è il giocatore che ha vinto più volte il riconoscimento, il Napoli la squadra che ha avuto il maggior numero di calciatori vincitori, mentre l'Argentina e l'Italia le nazioni con più giocatori a ricevere il premio.

## Albo d'oro

### Serie A 2019-2020
Di seguito i vincitori.
| Mese      | Giocatore               | Squadra    |
| --------- | ----------------------- | ---------- |
| Settembre | Franck Ribéry           | Fiorentina |
| Ottobre   | Ciro Immobile           | Lazio      |
| Novembre  | Radja Nainggolan        | Cagliari   |
| Dicembre  | Sergej Milinković-Savić | Lazio      |
| Gennaio   | Cristiano Ronaldo       | Juventus   |
| Febbraio  | Luis Alberto            | Lazio      |
| Giugno    | Alejandro Gómez         | Atalanta   |
| Luglio    | Paulo Dybala            | Juventus   |

### Serie A 2020-2021
Di seguito i vincitori.
| Mese      | Giocatore               | Squadra  |
| --------- | ----------------------- | -------- |
| Settembre | Alejandro Gómez         | Atalanta |
| Ottobre   | Zlatan Ibrahimović      | Milan    |
| Novembre  | Cristiano Ronaldo       | Juventus |
| Dicembre  | Hakan Çalhanoğlu        | Milan    |
| Gennaio   | Sergej Milinković-Savić | Lazio    |
| Febbraio  | Romelu Lukaku           | Inter    |
| Marzo     | Lorenzo Insigne         | Napoli   |
| Aprile    | Luis Muriel             | Atalanta |
| Maggio    | Ruslan Malinovs'kyj     | Atalanta |

### Serie A 2021-2022
Di seguito i vincitori.
| Mese      | Giocatore           | Squadra    |
| --------- | ------------------- | ---------- |
| Settembre | Kalidou Koulibaly   | Napoli     |
| Ottobre   | Giovanni Simeone    | Verona     |
| Novembre  | Hakan Çalhanoğlu    | Inter      |
| Dicembre  | Dušan Vlahović      | Fiorentina |
| Gennaio   | Giacomo Raspadori   | Sassuolo   |
| Febbraio  | Ruslan Malinovs'kyj | Atalanta   |
| Marzo     | Victor Osimhen      | Napoli     |
| Aprile    | Marcelo Brozović    | Inter      |
| Maggio    | Sandro Tonali       | Milan      |

### Serie A 2022-2023
Di seguito i vincitori.
| Mese      | Giocatore              | Squadra     |
| --------- | ---------------------- | ----------- |
| Agosto    | Khvicha K'varatskhelia | Napoli      |
| Settembre | Kim Min-jae            | Napoli      |
| Ottobre   | Rafael Leão            | Milan       |
| Novembre  | Moise Kean             | Juventus    |
| Gennaio   | Victor Osimhen         | Napoli      |
| Febbraio  | Khvicha K'varatskhelia | Napoli      |
| Marzo     | Khvicha K'varatskhelia | Napoli      |
| Aprile    | Rafael Leão            | Milan       |
| Maggio    | Boulaye Dia            | Salernitana |

### Serie A 2023-2024
Di seguito i vincitori.
| Mese      | Giocatore          | Squadra  |
| --------- | ------------------ | -------- |
| Settembre | Rafael Leão        | Milan    |
| Ottobre   | Lautaro Martínez   | Inter    |
| Novembre  | Paulo Dybala       | Roma     |
| Dicembre  | Christian Pulisic  | Milan    |
| Gennaio   | Dušan Vlahović     | Juventus |
| Febbraio  | Paulo Dybala       | Roma     |
| Marzo     | Alessandro Bastoni | Inter    |
| Aprile    | Paulo Dybala       | Roma     |
| Maggio    | Riccardo Calafiori | Bologna  |

### Serie A 2024-2025
Di seguito i vincitori.
| Mese      | Giocatore              | Squadra    |
| --------- | ---------------------- | ---------- |
| Agosto    | Marcus Thuram          | Inter      |
| Settembre | Khvicha K'varatskhelia | Napoli     |
| Ottobre   | Mateo Retegui          | Atalanta   |
| Novembre  | Moise Kean             | Fiorentina |
| Dicembre  | Paulo Dybala           | Roma       |
| Gennaio   | André-Frank Anguissa   | Napoli     |
| Febbraio  | Randal Kolo Muani      | Juventus   |
| Marzo     | Artem Dovbyk           | Roma       |
| Aprile    | Scott McTominay        | Napoli     |
| Maggio    | Khéphren Thuram        | Juventus   |

## Statistiche

### Classifica per club
| Pos. | Squadra     | Titoli |
| ---- | ----------- | ------ |
| 1    | Napoli      | 11     |
| 2    | Juventus    | 7      |
| 2    | Milan       | 7      |
| 4    | Atalanta    | 6      |
| 4    | Inter       | 6      |
| 6    | Roma        | 5      |
| 7    | Lazio       | 4      |
| 8    | Fiorentina  | 3      |
| 9    | Bologna     | 1      |
| 9    | Cagliari    | 1      |
| 9    | Salernitana | 1      |
| 9    | Sassuolo    | 1      |
| 9    | Verona      | 1      |

### Classifica per nazionalità
| Pos. | Nazione       | Titoli |
| ---- | ------------- | ------ |
| 1    | Argentina     | 9      |
| 1    | Italia        | 9      |
| 3    | Portogallo    | 5      |
| 4    | Francia       | 4      |
| 4    | Georgia       | 4      |
| 4    | Serbia        | 4      |
| 7    | Ucraina       | 3      |
| 8    | Belgio        | 2      |
| 8    | Nigeria       | 2      |
| 8    | Senegal       | 2      |
| 8    | Turchia       | 2      |
| 12   | Camerun       | 1      |
| 12   | Colombia      | 1      |
| 12   | Corea del Sud | 1      |
| 12   | Croazia       | 1      |
| 12   | Scozia        | 1      |
| 12   | Spagna        | 1      |
| 12   | Stati Uniti   | 1      |
| 12   | Svezia        | 1      |

### Plurivincitori
In grassetto i giocatori che attualmente militano in Serie A.
| Pos. | Giocatore               | Titoli |
| ---- | ----------------------- | ------ |
| 1    | Paulo Dybala            | 5      |
| 2    | Khvicha K'varatskhelia  | 4      |
| 3    | Rafael Leão             | 3      |
| 4    | Hakan Çalhanoğlu        | 2      |
| 4    | Alejandro Gómez         | 2      |
| 4    | Moise Kean              | 2      |
| 4    | Ruslan Malinovs'kyj     | 2      |
| 4    | Sergej Milinković-Savić | 2      |
| 4    | Victor Osimhen          | 2      |
| 4    | Cristiano Ronaldo       | 2      |
| 4    | Dušan Vlahović          | 2      |